# Dzwonnica w Grójcu
Dzwonnica w Grójcu – drewniana dzwonnica z 1889 roku w Grójcu, wpisana do rejestru zabytków nieruchomych województwa mazowieckiego.
Dwukondygnacyjna drewniana budowla w województwie mazowieckim, przy kościele św. Mikołaja Biskupa została wzniesiona w 1889 roku. Dzwonnica została wybudowana na planie kwadratu. Konstrukcja jest postawiona na kamiennej podmurówce, pokryta blaszanym dachem. Na szczycie ulokowana jest kula z krzyżem. 
W dzwonnicy wiszą trzy dzwony. Jeden z nich pochodzi z roku 1931. Dwa pozostałe zostały wykonane w 1963r. Na największym z nich widnieje napis: „Na pamiątkę 1000-lecia chrztu Polski i dla uczczenia rządów J. Em. Ks. Kard. Stefana Wyszyńskiego Prymasa Polski. Powołały nas do życia szlachetne i ofiarne serca parafian grójeckich, staraniem ks. dziekana Stanisława Malesy. R. P. 1963”, nazwa dzwonu: „Imię moje Maryja” i płaskorzeźba przedstawiająca sylwetkę Matki Boskiej Częstochowskiej. Na mniejszym zaś, znajduje się napis: „Pamiątka pontyfikatu papieża Jana XXIII i II Soboru Watykańskiego. R. P. 1963”, nazwa dzwonu: „Imię moje Mikołaj” i płaskorzeźba przedstawiająca osobę św. Mikołaja.
Dzwonnica została wpisana do rejestru zabytków województwa mazowieckiego w 2011 roku.